# Pimelea floribunda
Pimelea floribunda är en tibastväxtart som beskrevs av Carl Daniel Friedrich Meisner. Pimelea floribunda ingår i släktet Pimelea och familjen tibastväxter. Inga underarter finns listade i Catalogue of Life.